# Montmédy
Montmédy è un comune francese di 2 405 abitanti situato nel dipartimento della Mosa nella regione del Grand Est.
Qua nacque il compositore Nicolas Bochsa.

## Società

### Evoluzione demografica
Abitanti censiti